# T3Media
T3Media (T3メディア/ティ・スリー・メディア)は大規模ビデオマネジメント向けのクラウドベースのストレージ、アクセス、ライセンスを提供している米国企業である。
同社の技術プラットフォームと関連サービスにより、コンテンツ保有者は新たな収益源を生みだしつつ、映像管理のコスト削減と簡素化が可能となる。T3Mediaは、同社の映像ライセンス・プラットフォームと世界中の販売網を通して、スポーツ、ニュース、クリエイティブ、自然や動物、エンターテイメント、セレブリティなど、幅広いジャンルの映像素材 (フッテージ)をライセンスしている。映像素材は、広告制作、映画やテレビ番組制作、出版、ニューメディアなど様々な業界に向けて提供されている。
2012年4月、T3Mediaは、Thought Equity Motion (ソート・エクイティ・モーション)からT3Mediaに社名変更。T3Mediaの3は、同社のコア要素である「ストレージ」「アクセス」「ライセンス」を表す。
T3Mediaは、BBCモーション・ギャラリー (BBC Motion Gallery)、NHK、パラマウント・ピクチャーズ (Paramount Pictures)、ソニー・ピクチャーズ エンタテインメント (Sony Pictures Entertainment)、ナショナル・ジオグラフィック (National Geographic)、ニューヨーク・タイムズ (New York Times)、NCAA®など、世界を代表するメディア企業と協業している。
T3Mediaの創業者兼CEOのケビン・シャッフ (Kevin Schaff)は、2003年に同社を設立し、2つのコアビジネスである映像プラットフォームと映像ライセンスの経営戦略及び事業開発の全体指揮を担っている。

## 映像プラットフォーム
T3Mediaは、同社の映像プラットフォームを通して、大規模ビデオマネジメント向けのストレージ、アクセス、映像ライセンスサービスを映像コンテンツ権利保有者向けに提供している。また、世界を網羅する同社の販売網とライセンスノウハウを活用し、映像コンテンツの権利保有者が自社映像アーカイブを収益事業化するサポートも行っている。同社が開発した「T3ライブラリ・マネージャー」を用いることにより、映像検索、プレビュー、様々なフォーマットでのコンテンツデリバリーをウェブブラウザを通して行うことも可能としている。

## 映像ライセンス
T3Mediaのフッテージ・ライセンス・チームは、スポーツ、ニュース、クリエイティブ、自然や動物、エンターテイメント、セレブリティなど、幅広いジャンルの映像素材を、広告制作や映画・テレビ番組制作などの映像プロジェクト向けに提供している。ユーザーはt3licensing.com上で映像素材の検索、プレビュー、購入、マスターダウンロードができる。オンラインで必要な映像が入手できない場合には、T3Mediaの営業担当者が、世界中に様々な形でストアされている映像素材へのアクセスをサポートする。また、映像に写り込んでいる対象 (肖像権等)のクリアランス (使用許諾獲得)や、使用許諾が不可能或いは現実的ではない場合には映像補償提供も行っている。クリアランスの対象は、商標、ロゴ、有名な建造物やロケーション、タレント、スポーツ選手、演技・スタント、音楽、テキスト、本、スピーチなど、肖像に限らず多岐にわたる。

## オフィス
コロラド州デンバーに本社を置き、ワイオミング州ララミーにデータセンターを、ロサンゼルス、ニューヨーク、シカゴ、東京、シドニー、トロント、ロンドンにセールスオフィスを持つ。また、パリ、中国、韓国にはセールスパートナーオフィスがある。

## 投資家一覧
- アダムズ・ストリート・パートナーズ (Adams Street Partners)
- インベストコープ・テクノロジー・パートナーズ (Investcorp Technology Partners)
- シャムロック・キャピタル・アドバイザーズ (Shamrock Capital Advisors)
- シンコム・ベンチャー・パートナーズ (Syncom Venture Partners)
- アッピアン・ベンチャーズ (Appian Ventures)
- ビスタ・ベンチャーズ (Vista Ventures)

2011年8月には、シャムロック・キャピタル・アドバイザーズより2,500万ドルを資金調達し、自社開発の技術プラットフォーム、クラウドストレージの拡大、事業のグローバル化などに注力。
2012年1月には、インベストコープ・テクノロジー・パートナーズから2,800万ドルの投資を受ける。

## 提携・団体参画状況
- 日本映像・音楽ライブラリー協会
- American Association of Political Consultants（英語版） (AAPC)
- Association of Moving Image Archivists（英語版） (AMIA)
- FOCAL International (the Federation of Commercial Audiovisual Libraries International)
- Hollywood Post Alliance (HPA)
- International Documentary Association（英語版） (IDA)
- National Sports Marketing Network (NSMN)
- Sports Video Group (SVG)